# Sommer (nordisk mytologi)
 For alternative betydninger, se Sommer (flertydig). (Se også artikler, som begynder med Sommer)
I nordisk mytologi er Sommer en af de tidligere guder blandt aserne. Var elsket af alle undtagen Vinter.